# Châtelneuf (Loire)
Châtelneuf is een gemeente in het Franse departement Loire (regio Auvergne-Rhône-Alpes) en telt 259 inwoners (1999). De plaats maakt deel uit van het arrondissement Montbrison.

## Geografie
De oppervlakte van Châtelneuf bedraagt 8,6 km², de bevolkingsdichtheid is 30,1 inwoners per km².
De onderstaande kaart toont de ligging van Châtelneuf (Loire) met de belangrijkste infrastructuur en aangrenzende gemeenten.

## Demografie
Onderstaande figuur toont het verloop van het inwonertal (bron: INSEE-tellingen).